# Berény Róbert
Berény Róbert, 1902-ig Bakofen (Budapest, 1887. március 18. – Budapest, 1953. szeptember 10.) Kossuth- és kétszeres Munkácsy Mihály-díjas magyar festő, grafikus; a magyar avantgárd kiválósága; az ún. Nyolcak alkotócsoport legsokoldalúbb egyénisége. 

## Életpályája
Berény Nándor ügynök és Lindner Franciska gyermekeként született. Apai nagyszülei Bakofen Sándor magánzó és Schulhof Dorottya, anyai nagyszülei Lindner Mór kereskedő és Grünfeld Júlia voltak.
Tanulmányait 1904-ben kezdte, Zemplényi Tivadar mintarajziskolájában. 1905-ben Párizsba került, ahol a Julian Akadémia növendéke lett. Kint tartózkodása alatt Matisse és Cezanne művészetének hatása alá került. A kortárs művészeti stílusirányzatokat tanulmányozta, művelte, a magyar Vadak közé tartozott.
Hazatérte után a Nyugatban publikált. Festészetére ekkor már az expresszionizmus és a kubizmus volt jellemző. 1909-ben tagja lett a később Nyolcak néven ismertté vált avantgárd csoportnak.
Tevékeny szerepet vállalt a tanácsköztársaság ideje alatt, a Művészeti Direktórium festő szakosztályának vezetője lett. Plakátokat tervezett, ekkor született legismertebb plakátja, a Fegyverbe! Fegyverbe! című. 1919 után emigrált Németországba, Berlinben élt 1926-ig. Ebben az időszakban jelentek meg karikatúrái többek közt Bálint Alice-ról, Ferenczi Sándorról, Hermann Imréről.
Az 1930-as években stílusa közeledett a nagybányai művésztelepi tradíciókhoz, nagy hatással volt rá Ferenczy Károly és Bernáth Aurél művészete, bekapcsolódott a Gresham-kör munkájába. 1934-től ideje nagy részét Zebegényben töltötte. A festészeten és plakátok tervezésen kívül jelentős a grafikai munkássága is. Grafikáin nagyrészt vörös krétát, diófapácot, hígított tust alkalmazott, így azok egyediek lettek; nem kedvelte a sokszorosított grafikákat. 1948-ban a Képzőművészeti Főiskola tanárává nevezték ki.
Művei leginkább csendéletek, aktok és portrék.
Legtöbb művét a Magyar Nemzeti Galéria őrzi, szép számmal vannak művei a pécsi Janus Pannonius Múzeumban, a Deák Gyűjteményben Székesfehérvárott és magántulajdonban.
Életművének jelentős része még mindig feltárás alatt áll, mivel a XX. század viharai folyamán számos munkája eltűnt. Egyik kiemelkedő alkotását (Alvó nő fekete vázával) például Barki Gergely, a Nyolcak kutatója fedezte fel a Stuart Little, kisegér című film díszleteként – a művet 2014 végén, eredetiségének tisztázása után sikerült Magyarországra szállítani.
Munkásságának kutatásában Passuth Krisztina művészettörténész ért el jelentős eredményeket.

## Magánélete
Kétszer kötött házasságot. Első felesége Spitzer Ilona, Spitzer Gyula Jakab és Abeles Klára lánya volt, akit 1912. május 18-án Budapest V. kerületében vett nőül, de 1924-ben elváltak. Második felesége Breuer Etelka (1898–1977), Breuer Miksa és Justus Rudolfina lánya lett, akivel 1926-tól haláláig együtt éltek.

## Kiállításai
- 1904, 1906, Salon d’Automne[16]
- 1911, Nemzeti Szalon (Nyolcak), Budapest
- 1928, Ernst Múzeum, Budapest
- 1935, Fränkel Szalon
- 1963, Magyar Nemzeti Galéria, gyűjteményes kiállítás

## Társasági tagságai
- Nyolcak
- KÚT (Képzőművészek Új Társasága)
- Gresham-kör

## Díjai, elismerései
- Szinyei Merse Pál Társaság díja (1936)
- Pro Arte (1947)
- Munkácsy Mihály-díj (1950, 1952)
- Kossuth-díj (1951)

## Művei
- Festmények:1910-től
- Cordatic plakát (1928)

## Galéria

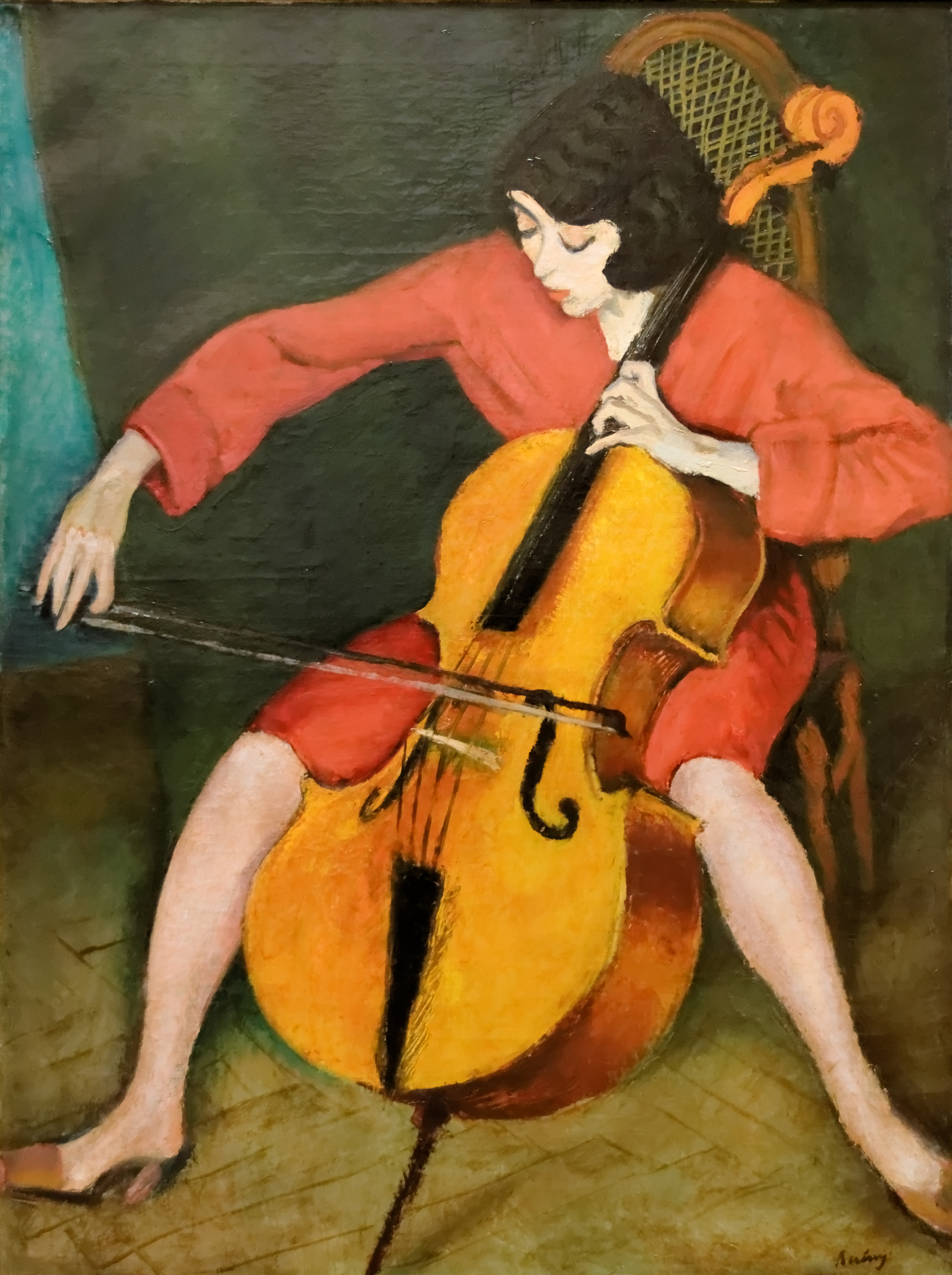
Csellózó nő – Berény Róbert legnépszerűbb műve
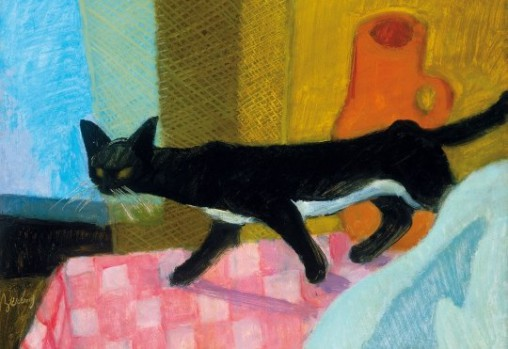
Macskás csendélet
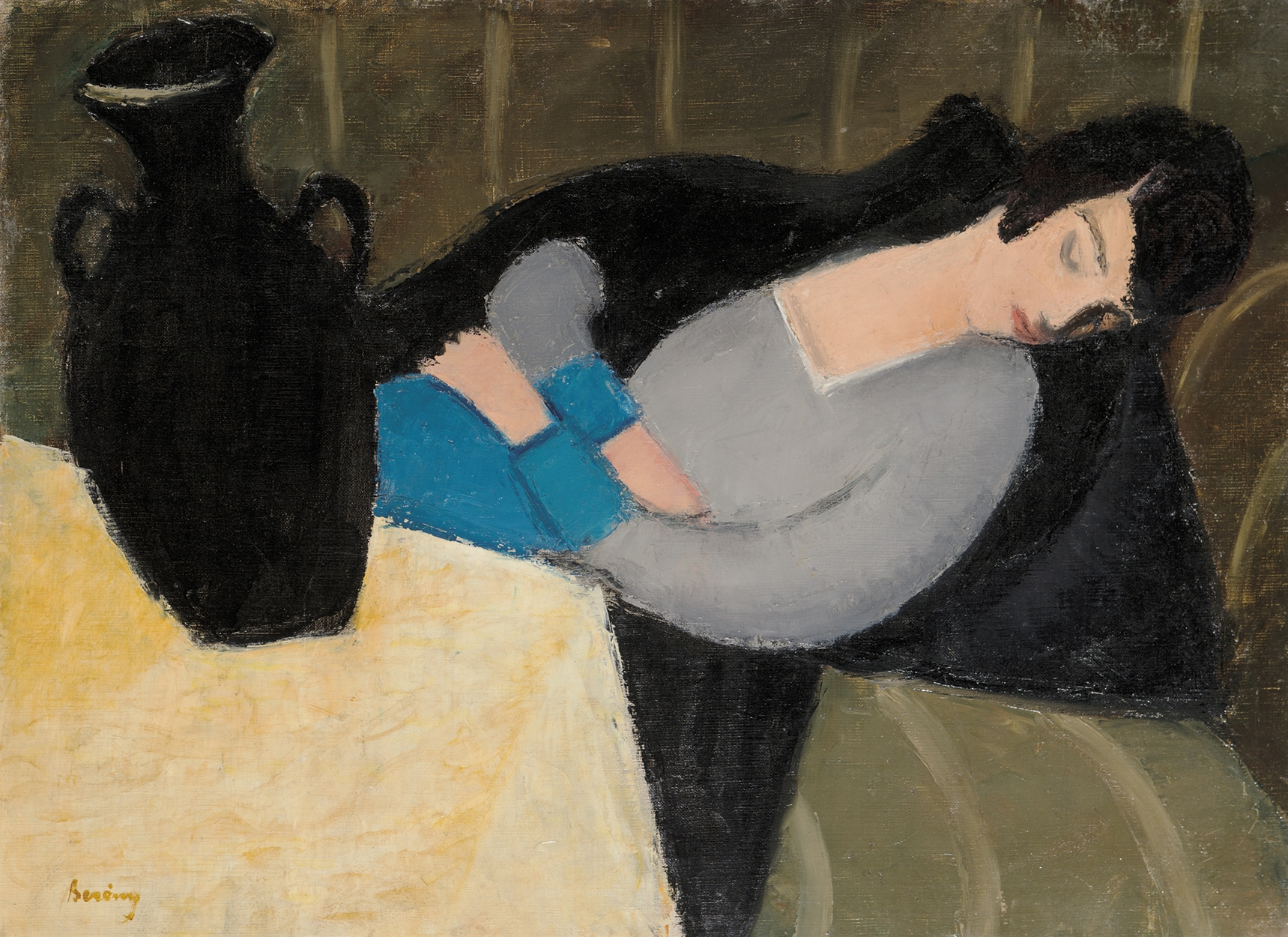
Alvó nő fekete vázával
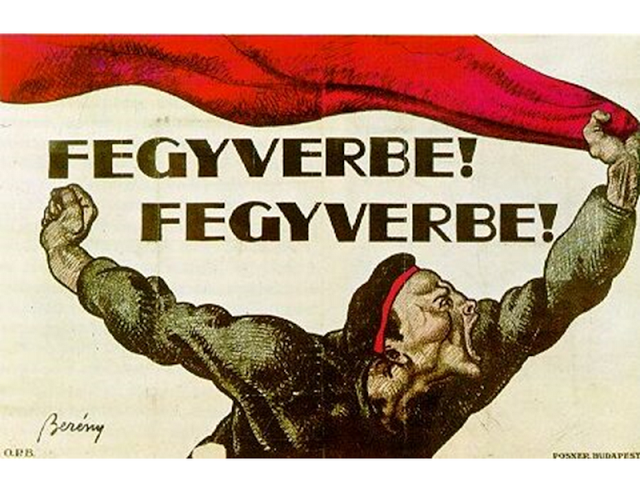
A Tanácsköztársaság idején készült plakát
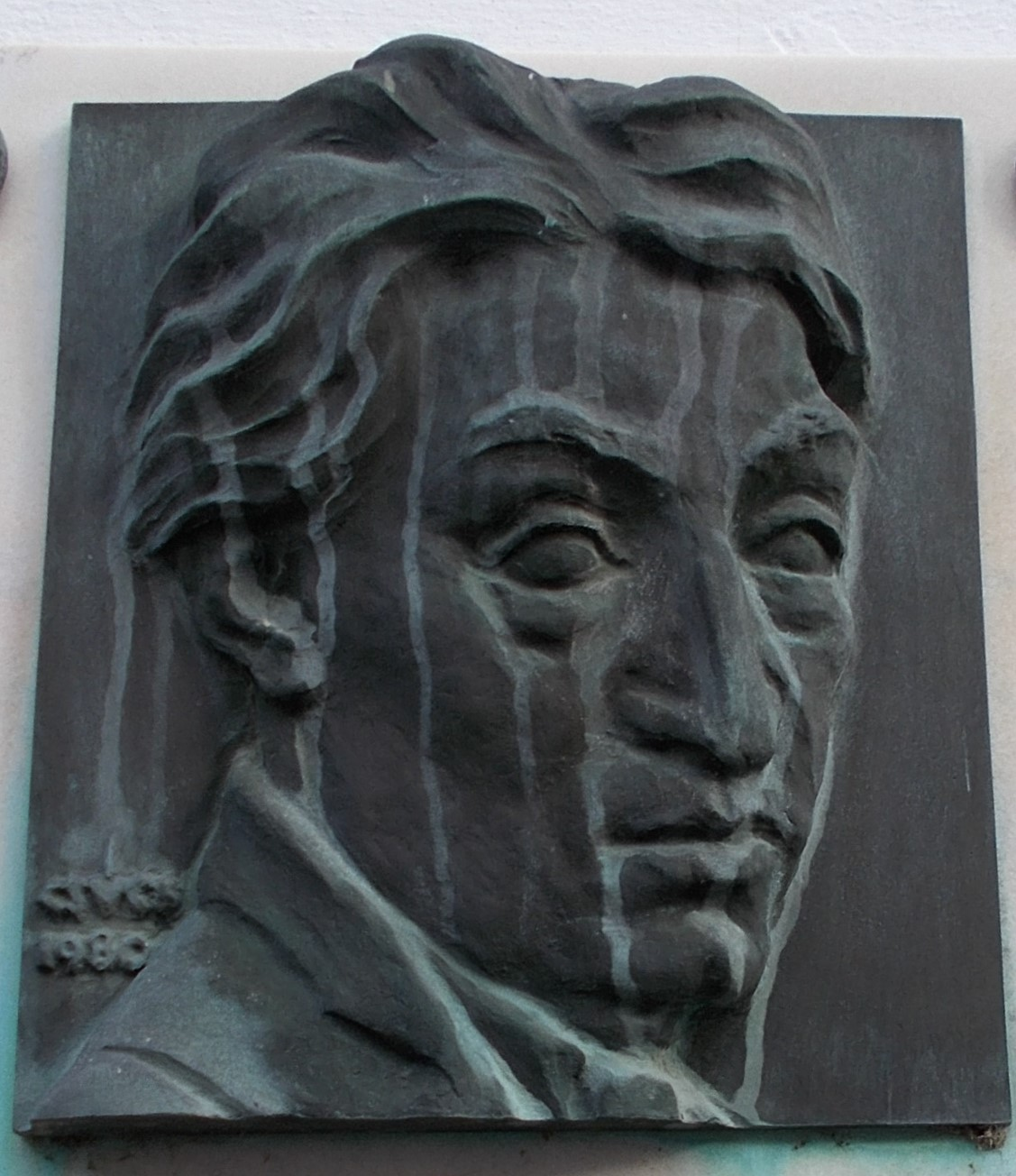
Csúcs Ferenc által készített, Zebegényben található dombormű Berény Róbertről
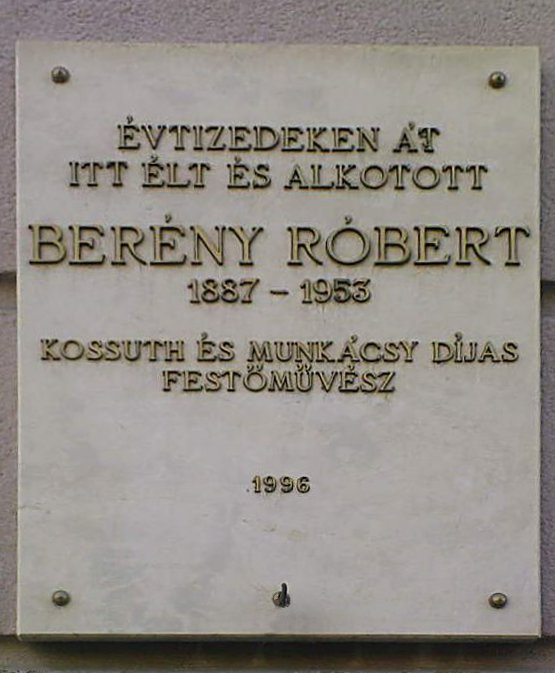
Berény Róbert emléktáblája (Budapest XII. kerület, Városmajor utca 36.)
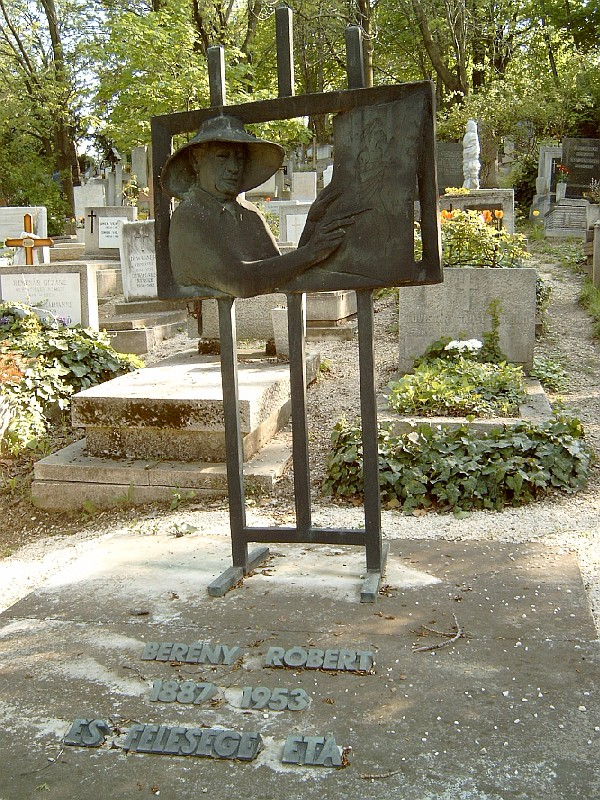
Berény Róbert sírja, Farkasréti temető: 21/1-1-25/26.; Lesenyei Márta szobrászművész alkotása (1976)